# Gu Hua
Gu Hua (chinois simplifié : 古华 ; chinois traditionnel : 古華 ; pinyin : Gǔ Huá), né Luo Hongyu (chinois traditionnel : 羅鴻玉) est un écrivain chinois.

## Biographie
Il est né dans un petit village qui ne comptait que quarante ou cinquante familles. Les traditions rurales y ont été très bien préservées et l'ont inspiré pendant ses années de formation. Plus tard, lorsqu'il est allé à l'école, il fut exposé à des œuvres classiques (comme Les cinq jeunes galants (en)) et développa un intérêt pour la littérature. Cependant, son père mourut alors qu'il était encore très jeune et, en 1958, il fut contraint de suspendre ses études pendant un an pour aider sa famille.
En 1959, il fut accepté à l'école de technologie agricole de la préfecture de Zhangzhou. Deux ans plus tard, vers la fin de la grande famine en Chine, il fut transféré à l'Institut agricole de Qiaokou, à Yinzhou, et travailla dans une petite ferme rurale pendant quatorze ans, durant la majeure partie de la révolution culturelle. Ses premiers ouvrages furent publiés en 1962.
Il publia abondamment de 1971 à 1976 et, en 1975, il devint consultant en création pour la troupe de chant et de danse de Ganzhou. Une grande partie de ses écrits a été influencée par le concept des Trois points saillants (zh) de Yu Huiyong (en). En 1980, il devint membre de l'Association des écrivains chinois (en) (CWA).
En 1988, il émigra au Canada, où il habite toujours. Malgré cela, il a été président et vice-président de la branche du Hunan de la CWA.

## Œuvre
Gu est surtout connu pour son roman Furong zhen (Une petite ville appelée Hibiscus), paru en 1981, qui a remporta le  prix littéraire Mao-Dun (1982), l'un des prix littéraires les plus prestigieux de Chine. Il s'agit du troisième roman le plus vendu à avoir remporté ce prix, avec plus de 850 000 exemplaires. Le roman était une critique de la révolution culturelle, dans la mouvance de la littérature des cicatrices. Il a été adapté au cinéma en 1986 sous le titre La Ville des hibiscus, qui a remporté de nombreux prix, dont celui du meilleur film aux Coqs d'or de 1987.
En 1986, le New York Times a rapporté qu'il avait "pris de l'importance au cours des trois dernières années parmi certains jeunes écrivains qui cherchent à redécouvrir, si ce n'est nécessairement à affirmer, la vie et les valeurs traditionnelles de la Chine". En Chine, on l'a appelé le Shen Congwen des années 1980 et même le Thomas Hardy du Hunan", bien que Perry Link (professeur de chinois à l'université de Californie) ne soit pas d'accord pour dire que Gu est comparable à ces talents.
Son roman, Les Veuves vierges (Chen Neu) traite des conceptions dépassées de la chasteté et de l'adultère. Il a publié une nouvelle anthologie de ses poèmes en 2015 et un roman, Reliques de Pékin, en 2016.